# Аке, Симеон
Симеон Аке (фр. Simeon Aké; 4 января 1932, Бинжервиль, Французская Западная Африка — 8 января 2003, Абиджан, Кот-д’Ивуар) — ивуарийский политический, государственный и дипломатический деятель, адвокати доктор наук.

## Биография
До 1957 года изучал право в Дакарском университете в Сенегале, затем до 1958 года продолжил учёбу в Университете Гренобля (Франция).
Начал свою карьеру в политике после обретения независимости Кот-д’Ивуара в качестве директора департамента Государственного протокола. В 1959—1961 годы — министр государственной службы Берега Слоновой Кости.
В 1961—1963 годах служил дипломатом в посольстве Кот-д’Ивуара в Нью-Йорке, работал первым советником миссии Кот-д’Ивуара при Организации Объединённых Наций, затем был послом в Лондоне, в 1964—1966 годах одновременно по совместительству посол в Великобритании и Северной Ирландии , Дании, Швеции и Норвегии. В 1966—1977 годах — Постоянный представитель Кот-д’Ивуара в ООН. В этом качестве в 1975 году возглавлял выездную миссию ООН до деколонизации Испанской Сахары.
С 1977 по 1990 год занимал пост министра иностранных дел Кот-д’Ивуара.
Политик, с 1975 года был членом ЦК и Политбюро Демократической партии Кот-д’Ивуара.
Отмечен наградами Франции, Бельгии, Бразилии, Испании, Камеруна.